# Junta local de salud, Inglaterra
La junta de salud local (o simplemente la junta local ) fue una autoridad local en las zonas urbanas de Inglaterra y Gales desde 1848 hasta 1894. Fueron formadas en respuesta a las epidemias de cólera y se les otorgaron poderes para controlar las alcantarillas, limpiar las calles, regular los riesgos para la salud ambiental, incluidos los mataderos, y garantizar el suministro adecuado de agua a sus distritos. Las juntas locales finalmente se fusionaron con las corporaciones de los distritos municipales en 1873 o se convirtieron en distritos urbanos en 1894.

## Ley de salud anterior a la pública de 1848
Para más información: Improvement commissioners (página inglesa)

## Ley de salud pública de 1848

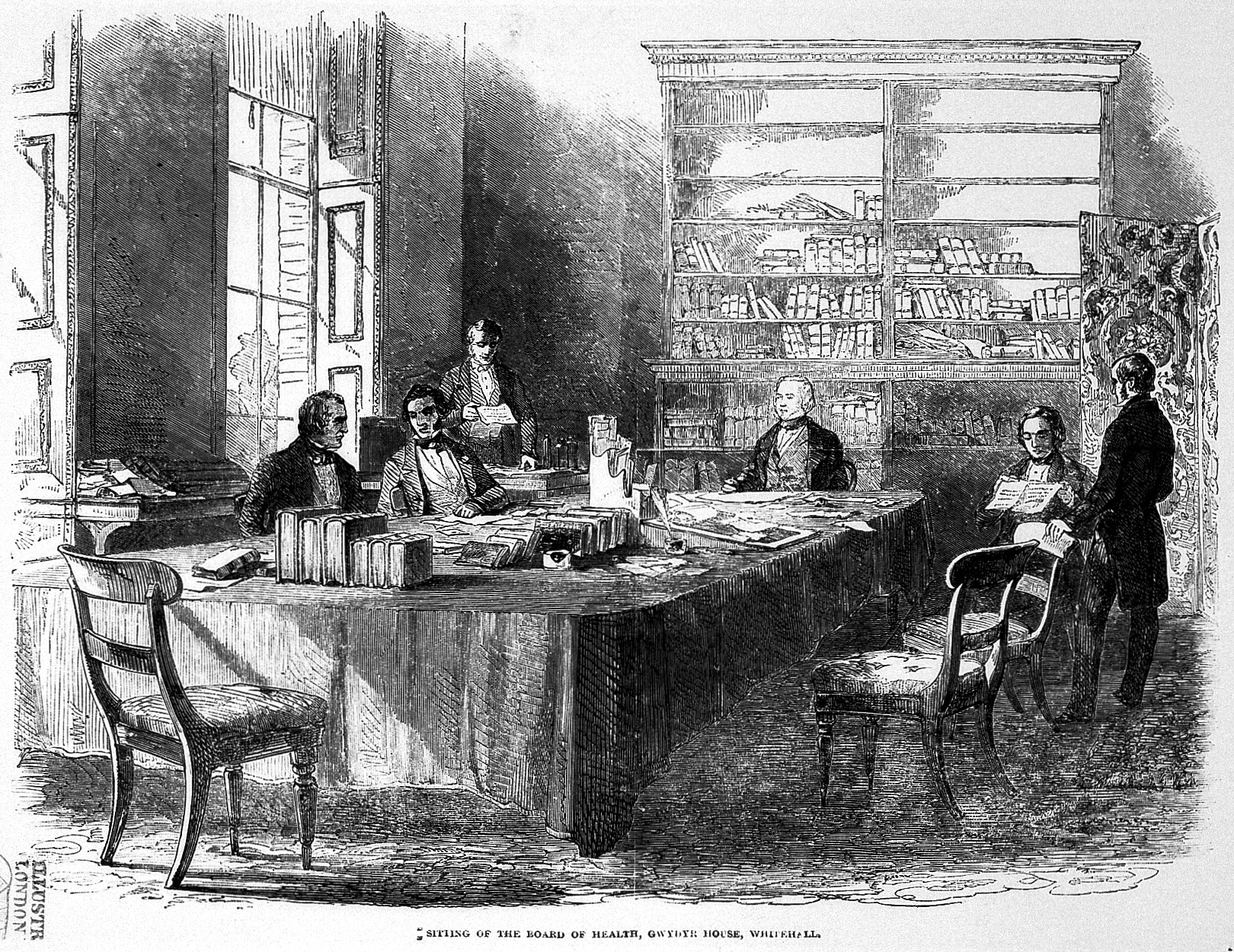
Sesión de la Junta de Salud, en la Casa Gwydyr, Whitehall, en 1849

Las primeras juntas locales se crearon en virtud de la Ley de Salud Pública de 1848 ( 11 y 12 Vict. c. 63). El objetivo de la ley era mejorar las condiciones sanitarias de ciudades y lugares poblados de Inglaterra y Gales mediante la colocación de: el suministro de agua; alcantarillado; drenaje; limpieza; pavimentación y regulación de salud ambiental bajo un solo organismo local. La ley podría aplicarse a cualquier lugar de Inglaterra y Gales, excepto la ciudad de Londres y algunas otras áreas de la metrópoli que ya están bajo el control de los comisionados de alcantarillado .
La ley fue aprobada por el gobierno Whig de Lord John Russell, en respuesta a la insistencia de Edwin Chadwick .  Esto fue respaldado por informes de la Comisión Real sobre la Salud de las Ciudades (formada en 1843)  y las ramas locales de la Asociación de Salud de las Ciudades (formada en 1844), sobre las condiciones deficientes e insalubres en muchas ciudades del Reino Unido. 

### Junta General de Salud
La ley creó una Junta General de Salud como autoridad central para administrar la ley. Había tres comisionados: el presidente de la junta era el Primer Comisionado de Bosques, Ingresos de la Tierra, Obras y Edificios de Su Majestad, y los otros dos miembros eran nombrados mediante orden judicial. Originalmente, la junta iba a disolverse después de cinco años, pero anualmente se aprobaron leyes del parlamento que permitían su continuación.
Chadwick fue nombrado comisionado y la junta estuvo fuertemente asociada con él.
En 1852, Edward Gotto fue contratado para llevar a cabo la Encuesta Nacional de la Junta General de Salud. 
La junta finalmente dejó de existir el 1 de septiembre de 1858.

### Formar una junta local de salud
Las juntas locales podrían formarse de dos maneras:
- Por petición de una décima parte de los habitantes calificados para ayudar a los pobres en cualquier ciudad, pueblo, distrito (municipal o parlamentario), parroquia o lugar con un límite definido que no tenga menos de 30 contribuyentes calificados.
- Por la Junta General si la tasa de mortalidad excede de veintitrés por mil en cualquier lugar.

En este último caso, un inspector superintendente designado por la Junta General llevaría a cabo una investigación sobre el alcantarillado, el drenaje, el suministro de agua, el estado de los cementerios y otros asuntos relacionados con las condiciones sanitarias de la ciudad y, cuando fuera necesario, definiría los límites del distrito. de la junta local.
Cuando los límites del distrito de una junta local propuesta eran los mismos que los de una unidad local existente, la ley se aplicaba mediante Orden en Consejo . Cuando se creó un nuevo distrito, lo hizo por orden provisional de la Junta General, confirmada por el Parlamento. 

### Membresía de la junta local
Los miembros de las juntas locales eran:
- Seleccionados por las corporaciones de las delegaciones municipales
- Elegido por los propietarios de propiedades y por los contribuyentes

Cuando un distrito de la junta local coincidía con un municipio, o estaba completamente dentro de los límites de un municipio, todos los miembros eran seleccionados por la corporación. Cuando un distrito estaba enteramente fuera de un municipio, todos los miembros eran elegidos. En los distritos que estaban en parte dentro y en parte fuera de un distrito, la junta tenía una combinación de miembros seleccionados y electos. Los miembros seleccionados no tenían que ser miembros de la corporación. Los alcaldes de los distritos eran miembros ex officio de la junta.
Aquellos con derecho a elegir miembros de la junta podrían tener múltiples votos dependiendo de la cantidad de propiedad que posean. Esto iba desde un voto para los propietarios de propiedades con un valor inferior a 50 libras esterlinas hasta seis votos para aquellos que poseían más de 250 libras esterlinas de propiedades. De ello se deducía que los miembros de la junta eran generalmente propietarios ricos o miembros de profesiones.

### Facultades de la junta local
Los poderes y deberes de una junta de salud local se enumeraban en la ley:
- Empleados: a la junta de salud local se le permitió nombrar varios empleados, incluido un topógrafo, un secretario, un tesorero y un funcionario de salud (que tenía que ser un médico calificado). Era obligatorio que la junta nombrara un inspector de molestias (inspector sanitario) para investigar las quejas y tomar medidas contra las "molestias" (las molestias eran un concepto muy amplio que abarcaba una amplia gama de problemas ambientales de salud pública: tales como viviendas insalubres, acumulaciones de basuras y aguas residuales, humos, polvos y olores y emisiones industriales, aguas contaminadas, ruidos, alimentos adulterados, problemas de mataderos, etc.).
- Alcantarillado: La junta local asumió la propiedad de todos los alcantarillados públicos de su distrito. Cuando las alcantarillas privadas operaban con fines de lucro, la junta local podía comprarlas.
- Limpieza de calles: La junta local estaba obligada a limpiar las calles de su distrito, retirando polvo, cenizas, basura, inmundicias, estiércol y tierra.
- Baños públicos: la junta local podría proporcionar "artículos de primera necesidad" (como los llamaba la ley).
- Mataderos: La junta local debía regular los mataderos y se le permitía proporcionar dichas instalaciones por sí misma.
- Pavimentación de calles: La junta local se hizo cargo de las calles públicas del distrito y también pudo exigir que se pavimentaran las calles privadas.
- Zonas de recreo: Se permitió a las juntas locales proporcionar y diseñar zonas de recreo.
- Suministro de agua: A la junta local se le permitió suministrar agua, pero sólo si una empresa privada no podía proporcionar el servicio.
- Entierros: a la junta local se le permitió proporcionar casas para la recepción de los muertos antes del entierro. También podrían solicitar a la Junta General el cierre de un cementerio existente.
- Terreno: La junta local podría comprar terrenos.

## Ley de gobierno local de 1858
| Acto del Parlamento | Acto del Parlamento |
| ------------------- | --- |
|                     | |
| Título largo        | Una ley para modificar la Ley de salud pública de 1848 y establecer disposiciones adicionales para el gobierno local de ciudades y distritos poblados. |
| Cita                | 21 & 22 Vict. c. 98 |
| Fechas              | |
| Evaluación Real     | 2 de agosto de 1858 |
| Inicio              | 1 de septiembre de 1858 |

La ley de 1848 fue reemplazada por la Ley de gobierno local de 1858 ( 21 y 22 Vict. c. 98). La ley entró en vigor en todas las juntas locales de distritos sanitarios existentes el 1 de septiembre de 1858. La ley introdujo algunos cambios en el procedimiento para constituir una junta local y les otorgó algunos poderes adicionales. También hubo un cambio de nomenclatura: las autoridades creadas por la ley de 1858 se denominaron simplemente "juntas locales" y sus áreas como "distritos de gobierno local".

### La Oficina de Ley de Gobierno Local y la Junta de Gobierno Local
Cuando se abolió la Junta General de Salud en 1858, sus responsabilidades con respecto al gobierno local pasaron al Secretario de Estado del Departamento del Interior, en cuyo departamento se formó una Oficina de Ley de Gobierno Local para administrar las juntas locales. En 1871 se volvió a formar una agencia separada denominada Junta de Gobierno Local, con un presidente que frecuentemente era miembro del gabinete . La Junta de Gobierno Local también asumió las funciones de la Junta de Ley de Pobres .

### Constituir juntas locales
El procedimiento para adoptar la ley y constituir una junta local se estableció en los artículos 12 a 17 de la ley y era similar al de la ley de 1848.
Los cambios realizados incluyeron:
- Los comisionados de mejora podrían adoptar la ley para su distrito, convirtiéndose además en la junta de comisionados en la junta local.
- Las peticiones del diez por ciento de los contribuyentes de lugares distintos de aquellos con un "límite conocido o definido" para adoptar la ley se presentaron ahora al Secretario de Estado. Si uno de cada veinte contribuyentes se oponía a la formación de una junta local, ahora tenía derecho a presentar una petición en su contra.
- Se abolió el poder de crear una junta local donde había exceso de mortalidad.

El método de elección de los miembros de la junta siguió siendo el mismo, aunque las juntas nuevas o existentes ahora podían dividirse en distritos.

### Poderes adicionales
La Ley de cláusulas de la policía municipal de 1847 incluía cláusulas modelo para el gobierno de las ciudades que podían ser adoptadas total o parcialmente por las corporaciones municipales existentes, las juntas locales de salud o los comisionados de mejora. La aplicación de estas fue muy desigual, por lo que fueron incorporadas a la ley de 1858, adquiriendo todas las juntas locales estas competencias.
Las áreas cubiertas por las cláusulas fueron:
- Eliminación de obstrucciones y molestias en la calle.
- Incendios y prevención de incendios.
- Provisión y control de lugares de recurso público.
- Regulación de los coches de alquiler
- Provisión de baños públicos.
- Nombrar calles y numerar casas.
- Mejorando el trazado de las calles
- Eliminación de edificaciones ruinosas o peligrosas
- Provisión de relojes públicos.

La junta local también se hizo cargo de las lámparas, postes de luz y postes de gas proporcionados por la Ley de Iluminación y Vigilancia de 1833, y se le otorgó un nuevo poder para proporcionar un mercado donde uno fuera requerido o inadecuado.

## Número de juntas locales
El número de juntas locales alcanzó un máximo de 721 en 1873. En ese año, la Ley de Salud Pública de 1872 fusionó las juntas locales con los distritos municipales y los comisionados de mejora donde compartían el mismo distrito. 419 de las juntas locales se habían formado en virtud de la Ley de salud pública de 1848 y las 302 restantes en virtud de la Ley de gobierno local de 1858 .
El número de juntas locales se infló en 1862-1863, cuando las comunidades adoptaron la ley para evitar ser agrupadas en distritos de carreteras en virtud de la Ley de Carreteras de 1862 . Muchos de estos distritos de gobierno local tenían una población de menos de 500 habitantes y varios de menos de 100. En 1863 se aprobó más legislación para limitar la población de un nuevo distrito de gobierno local a 3.000 o más. Algunas de estas pequeñas autoridades sobrevivieron como distritos urbanos hasta las órdenes de revisión del condado de la década de 1930.

## Distritos sanitarios y distritos urbanos
La Ley de Salud Pública de 1875 ( 38 y 39 Vict. c. 55) designó los distritos del gobierno local como distritos sanitarios urbanos, y la junta local se convirtió en la autoridad sanitaria urbana. Sin embargo, los títulos del distrito y de la junta no cambiaron, y la junta local asumió funciones adicionales como autoridad sanitaria.
Las juntas locales y los distritos de gobierno local fueron finalmente abolidos por la Ley de gobierno local de 1894 ( 56 y 57 Vict. c. 73), cuando todos los distritos sanitarios urbanos se convirtieron en distritos urbanos . Un nuevo consejo de distrito urbano gobernaría el distrito. El nuevo consejo iba a ser elegido directamente por todos aquellos con derecho a votar en las elecciones parlamentarias, reemplazando el sistema de votación de propiedad ponderada utilizado para las juntas locales.